# Fossa pterygopalatina
Fossa pterygopalatina är ett utrymme i skallen, den innehåller bland annat ganglion pterygopalatina som bär med sig flera viktiga nerver till bl.a. tårkörtlarna. Den innehåller även en del av arteria maxillaris samt nervus maxillaris från trillingnerven.